# Когалимський міський округ
Когали́мський міський округ (рос. Когалымский городской округ) — адміністративна одиниця Ханти-Мансійського автономного округу Російської Федерації.
Адміністративний центр — місто Когалим.

## Населення
Населення міського округу становить 66373 особи (2018; 58337 у 2010, 55632 у 2002).

## Склад
До складу міського округу входять 1 місто та 1 селище:
| № | Населений пункт  | Населення, осіб (2002) | Населення, осіб (2010) |
| - | ---------------- | ---------------------- | ---------------------- |
| 1 | Когалим, місто   | 55367                  | 58181                  |
| 2 | Орт'ягун, селище | 265                    | 156                    |